# Derbices
Derbices o derbicis (en llatí: derbiccae, en grec antic: δερβίκκαι) eren un poble aparentment escita establert a la Margiana, a l'esquerra de l'Oxus, entre aquest riu i la mar Càspia.
Ctèsies de Cnidos, segons Esteve de Bizanci, els esmenta com derbis i derbisis (en llatí: derbii o derbissi), i diu que Cir II, rei de l'Imperi Persa, va morir a mans del rei d'aquest poble, Amoreos.
Estrabó descriu els seus costums, que són escites: diu que adoraven la terra, mai mataven una dona, i mataven als que passaven dels 70 anys i el parent més proper tenia dret a menjar la seva carn. Estrangulaven a les dones velles i les enterraven i si algú moria abans dels 70 se'l enterrava però no es menjava la seva carn. Claudi Elià explica també aquests fets, afegint que a les persones que maten les ofereixen en sacrifici i després se les mengen en un banquet comunitari.

## Reis
- Amoreos